# Гуміарабік

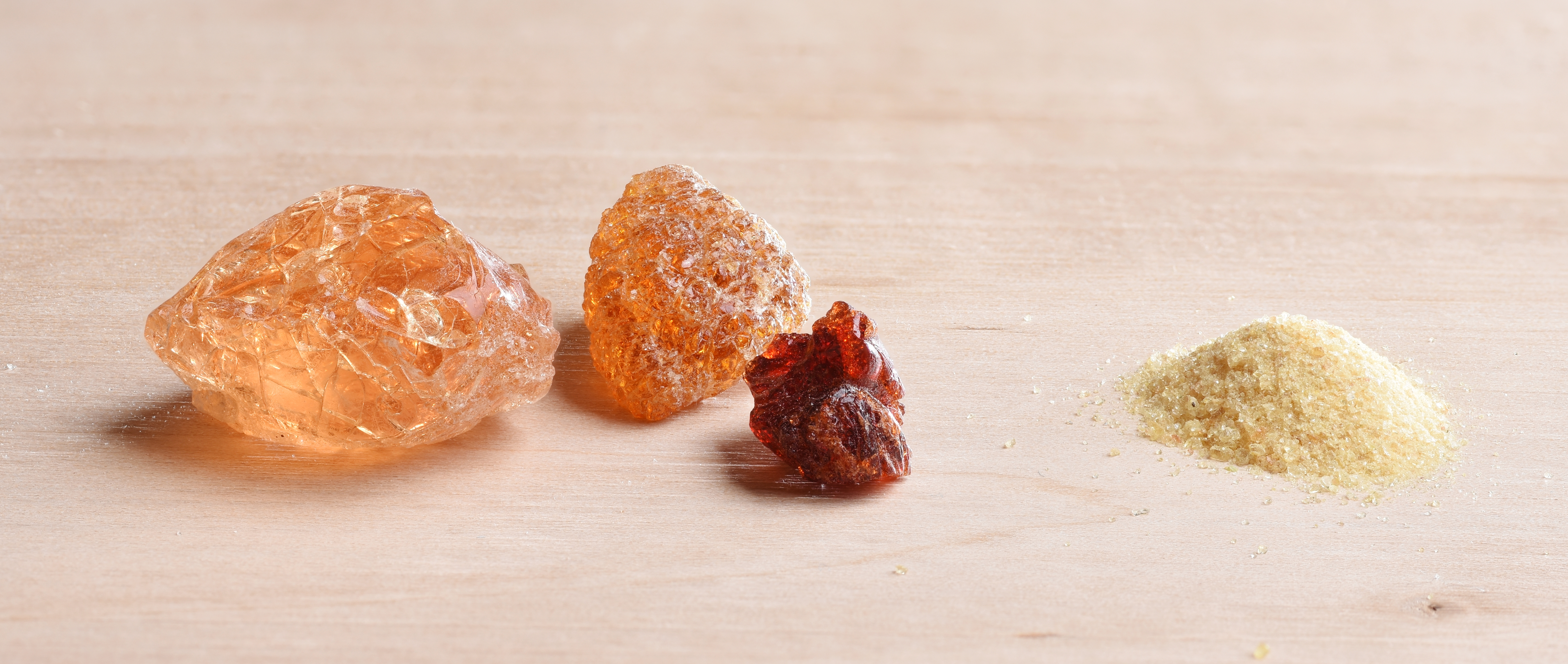
Гуміарабік: шматками та подрібнений на порошок

Гуміара́бік (арабська гума — лат. gummi — камедь і arabicus — аравійський) — тверда прозора маса, яка виділяється різними видами акацій (Vachellia seyal). Зареєстровано як харчова добавка E414. В'язка рідина, на повітрі стає твердою. Гуміарабік легко розчиняється навіть у холодній воді з утворенням клейкого слабокислого розчину. Також використовується як розчин для надання фарбам еластичності. Слабкий розчин гуміарабіку у воді підсилює блиск і прозорість фарб. Більш розбавлений він підсилює текучість фарб. Надто велика кількість гуміарабіку робить фарбу слизькою і желеподібною.

## Метаболізм і токсичність
Гуміарабік у шлунку і тонкому кишечнику не розчиняється і не всмоктується. Мікрофлора товстого кишечнику розщеплює його повільно; у травному процесі, що протікає з утворенням коротколанцюгових жирних кислот, виділяється близько 3,5 ккал, тобто до 80 % енергії крохмалю.

## Застосування
Гуміарабік раніше широко застосовували в багатьох галузях промисловості як клейкі речовини; з розвитком виробництва полімерів він дедалі більше втрачає своє значення. Входить до складу деяких безалкогольних напоїв як емульгатор, наприклад дієтичної «Кока-коли».
У кулінарії гуміарабік дозволяє підвищити стійкість емульсій, зменшити утворення грудок і піни, запобігти цукроутворенню, не сильно змінюючи смак продукту. Ці властивості корисні в кондитерській і хлібобулочній промисловості (печива, пастила, начинки для цукерок, глазур і т. д.), у молочній (йогурти, креми, вершки, морозиво і т. д.), при виробництві напоїв (в тому числі газованих і алкогольних) тощо Регулює точку заморожування, утримує вологу. Гуміарабік також використовували в давні часи, при створенні чорнила для папірусної писемності, додаючи його в розведену у воді сажу.
Один з провідних експортерів (близько 80 % світового виробництва) — Судан.